# سفر به ایتالیا
سفر به ایتالیا (به ایتالیایی: Viaggio in Italia) (به انگلیسی: Journey to Italy) فیلمی ایتالیایی در سبک درام به کارگردانی روبرتو روسلینی با بازیگری اینگرید برگمن همسر روسلینی، محصول سال ۱۹۵۴ است.

## خلاصه داستان
زوجی که درگیر بحران زناشویی هستند سفری به چشم‌اندازهای غریب و باستانی ناپل ایتالیا می‌کنند. این سفر تبدیل به عزیمت به گذشته‌ای می‌شود که شخصی و اجتماعی است. جایی که انتخاب‌های اخلاقی خصوصی معادل با انتخاب‌های تعیین‌کننده تاریخ‌نگارانه است. آقای جوسیس، تلخ- بدبین و اهل عمل است. او املاک عمو هومر را می‌فروشد و می‌خواهد غرابت مکانی را که به ارث برده تبدیل به آشنایی و پول رایجی کند که می‌تواند با خود به انگلستان ببرد. به نحوی متضاد همسر او تدریجاً اجازه می‌دهد که حالات چشم‌انداز و مردیم که می‌بیند به دل‌مشغولی‌ها تزلزل‌ها و بی‌اعتمادی‌های او راه یابند. وی تدریجاً چشمان خود را در برابر دنیای شگفت‌انگیزی می‌گشاید که قصد بازدید از آن را دارد.

## بازیگران
- اینگرید برگمن در نقش دکاترین جویس
- جرج سندرز در نقش آلکس (شوهر کاترین)